# Hadrotarsus ornatus
Hadrotarsus ornatus is een spinnensoort in de taxonomische indeling van de kogelspinnen (Theridiidae).
Het dier behoort tot het geslacht Hadrotarsus. De wetenschappelijke naam van de soort werd voor het eerst geldig gepubliceerd in 1943 door Vernon Victor Hickman.